# Горбата черепаха Кегля
Горбата черепаха Кегля (Graptemys caglei) — вид черепах з роду Горбата черепаха родини Прісноводні черепахи. Отримала назву на честь американського зоолога Фреда Рея Кегля.

## Опис
Завдовжки карапакс досягає 16—20 см. Спостерігається статевий диморфізм: самиці більші за самців. Голова дуже маленька. Панцир дахоподібний із зубчатим гребінцем уздовж хребта. Особливо добре він виражений у молодих черепах. З віком майже повністю зникає.
Голова та кінцівки темно—зеленого забарвлення з жовтими або темно—жовтими вертикальними смугами. Позаду очей є великі темні плями. Карапакс зеленого кольору з великими жовтими плямами.

## Спосіб життя
Полюбляє дрібні струмки з помірним перебігом, різні водойми з глибиною до 3 м із дном, який вкрито вапняком або мулом. Полює на їжу у воді, зазвичай вранці та опівдні. Харчується рибою, земноводними, водними комахами, личинками мух.
Самиця відкладає від 5 до 16 яєць у вологий пісок на березі. Температура інкубації впливає на стать черепашенят. При 27-28 °C інкубаційний період триває 55—75 днів.

## Розповсюдження
Мешкає у південно—центральній частині штату Техас в басейні річок Гуаделупе й Сан-Антоніо (США).